# 出来鉄工所
株式会社出来鉄工所（できてっこうしょ）は、大阪府堺市に本拠のあった自転車メーカー。1916年（大正5年）6月に出来亀太郎によって創業された。1948年（昭和23年）7月に法人へ改組。

主力製品は「DEKI」ブランドの軽快車であるがエアロバイクやルームランナーなど健康器具でも有名だった。

2004年6月28日、大阪地裁へ民事再生法の適用を申請、同日保全命令を受け倒産した。同年末、同地裁に清算型の事業再建案を提出し、廃業した。

## 独特な経営手法
出来鉄工所は、高性能かつ高品質な実用自転車を、安価で提供することで知られていた。部品メーカーの閑散期にまとめて部品を発注し部品調達単価を下げ、自社製のフレームと組み合わせることによって、高品質な自転車を低コストで生産することを可能にしていた。この手法は、閑散期に安定した受注を確保できることで、部品メーカーからの支持も厚いものだった。
ところが、自転車の生産の海外移転が進むと、この手法が裏目に出てしまう。国内の部品メーカーとの取引を優先し、国産にこだわるあまり中国や台湾への生産移転を進めることが出来なかった。安価な輸入自転車との価格競争にさらされる実用車を主力とし、ブランドイメージも地味だったこともあり、高価なスポーツ用車へのシフトもできず、激しい価格競争において敗北してしまったのである。